# Bergvattensjön (Dorotea socken, Lappland, 710199-154781)
Bergvattensjön är en sjö i Dorotea kommun i Lappland och ingår i Ångermanälvens huvudavrinningsområde. Sjön har en area på 0,827 kvadratkilometer och ligger 372,7 meter över havet.

## Delavrinningsområde
Bergvattensjön ingår i det delavrinningsområde (710823-154625) som SMHI kallar för Inloppet i Eldsjön. Medelhöjden är 408 meter över havet och ytan är 53,25 kvadratkilometer. Det finns inga avrinningsområden uppströms utan avrinningsområdet är högsta punkten. Sallsjöån (Eldsjöån) som avvattnar avrinningsområdet har biflödesordning 5, vilket innebär att vattnet flödar genom totalt 5 vattendrag innan det når havet efter 286 kilometer. Avrinningsområdet består mestadels av skog (78 procent) och sankmarker (11 procent). Avrinningsområdet har 0,95 kvadratkilometer vattenytor vilket ger det en sjöprocent på 1,8 procent.